# Mercè Montserrat Lajara i Garcia
Mercè Montserrat Lajara i Garcia (Barcelona, 1961) és una biòloga, filòsofa i professora catalana.
Llicenciada en Biologia per la Universitat de Barcelona (UB) i doctora en Filosofia per la Universitat Ramon Llull (URL), va defensar la tesi doctoral "Imatge de l'home i genoma humà. Una anàlisi des del pensament de Hans Jonas" el 2008 a la Facultat de Filosofia de la URL.
Durant la seva trajectòria professional Mercè Lajara ha impartit cursos i ha elaborat materials sobre educació de l'afectivitat i la sexualitat en l'adolescència. Ha estat catedràtica de Biologia d'un institut públic d'educació secundària. També ha coordinat un grup dins la xarxa d’ecoparròquies de l'Associació Justícia i Pau de Barcelona. I ha col·laborat amb el setmanari Catalunya Cristiana. Ha presidit l'associació "Moviment cristià de mestres i professors". I des del juliol del 2024 és la nova delegada d'Evangelització i Apostolat Seglar a la Bisbat de Sant Feliu de Llobregat, substituint en el càrrec a mosssen Josep Torrente Bruna.

## Publicacions[1]
- Fotogrames de memòria. Dues mares, l'Alzheimer i el cinema, juntament amb Monserrat Claverias (2023)[5]
- 'La imatge de l'home i el genoma humà. Una anàlisi des del pensament de Hans Jonas (2009)[6]
- Biología i geología, Bachillerato. Guía didáctica (2000)
- Biología, ciencias de la naturaleza y salud: 2 bachillerato (1999)